# Conopini
Conopini là một tông ruồi trong họ Conopidae.

## Các chi và phân chi
- Chi Conops Linnaeus, 1761

- Phân chi Asiconops Chen, 1939
- Phân chi Conops Linnaeus, 1761
- Phân chi Diconops Camras, 1957
- Phân chi Sphenoconops Camras, 1955

- Chi Leopoldius Rondani, 1843[2]
- Chi Physocephala Schiner, 1861
- Chi Physoconops Szilady, 1926

- Phân chi Aconops Kröber, 1917
- Phân chi Gyroconops Camras, 1955
- Phân chi Pachyconops Camras 1955